# Sint-Laurentiuskerk (Mackenbach)

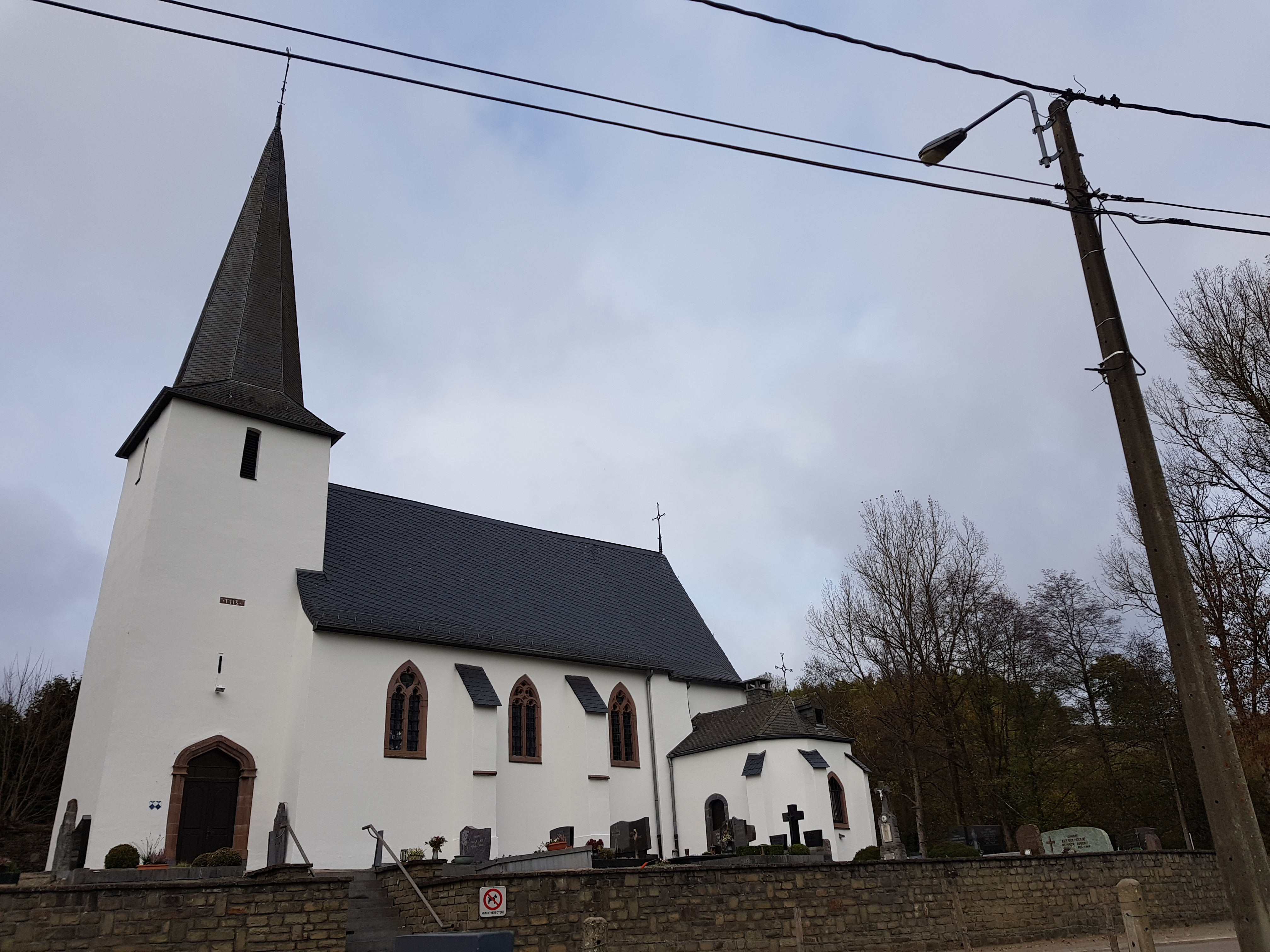
Sint-Laurentiuskerk

De Sint-Laurentiuskerk is de parochiekerk van de tot de Luikse gemeente Sankt Vith behorende plaats Mackenbach.
De grote gotische kerk staat op een geïsoleerde plek. De kerk heeft een uit de vijftiende eeuw stammende toren die voor het gebouw is geplaatst en enigszins uit het lood staat. Volgens de Legende zou de kerk gebouwd zijn op het graf van Sint-Lukerus, een lokale heilige die hier als kluizenaar zou hebben geleefd. In de nabijheid vindt men een bron, de Lukerusbron. Aan de zuidzijde van de toren is een neogotisch portaal en een gevelsteen met het jaartal 1713.
Het kerkgebouw is driebeukig, en het eenbeukige koor wordt aan drie zijden afgesloten. Het geheel is gebouwd in breuksteen en witgepleisterd.